# Club Kung Fu
Club Kung Fu ist ein Lied der estnischen Girlgroup Vanilla Ninja, das im Februar 2003 erschien.

## Entstehung und Veröffentlichung
Geschrieben wurde das Lied gemeinsam von Piret Järvis und Sven Lõhmus. Letztere zeichnete zudem auch für die Produktion verantwortlich.
Die Erstveröffentlichung von Club Kung Fu erfolgte am 3. Februar 2003 als Single bei ZYX Music. Diese erschien als CD-Maxi-Single mit sechs verschiedenen Versionen des Liedes (Katalognummer: ZYX 9776-8). Im Mai 2003 erschien das Lied als Teil des selbstbetitelten Debütalbums bei TopTen (Katalognummer: TOPCD1112), dessen einzige Singleauskopplung es ist. 2008 erschien das Lied in einer Countryversion als B-Seite zu Crashing Through the Doors. Während in der Originalversion die damalige Frontfrau Maarja Kivi den Hauptgesang übernahm und im Refrain von Lenna Kuurmaa unterstützt wurde, singt in der Country-Version Kuurmaa alleine.
Um das Lied zu bewerben, erfolgte unter anderem ein Liveauftritt beim Estonian Music Award 2003.

## Eurolaul 2003
Am 8. Februar 2003 nahmen Vanilla Ninja mit Club Kung Fu beim Eurolaul 2003, dem estnischen Vorentscheid zum Eurovision Song Contest, teil. Sie belegten den zehnten Platz mit 32 Punkten.

## Chartplatzierungen
| ChartsChartplatzierungen | Höchstplatzierung | Wochen |
| ------------------------ | ----------------- | ------ |
| Deutschland (GfK)        | 95 (2 Wo.)        | 2      |